# الخزانة الحيدرية
الخزانة الحيدرية أو المكتبة الحيدرية هي مكتبة تقع في مدينة النجف.
تحوى المكتبة الكثير من المخطوطات العربية.

## تاريخ المكتبة
يعود تاريخ الخزانة الحيدرية إلى القرن الأول الهجري.

## المقتنيات
تحوي الكثير من المقتنيات الثمينة ومنها:
- القرآن الكريم المنسوب إلى علي بن أبي طالب.
- القرآن الكريم المنسوب إلى الحسن بن علي.
- الجرة الخضراء التي وضعها هارون الرشيد (ت193هـ).